# Guillem XII d'Alvèrnia
Guillem XI d'Alvèrnia, mort el 1280, va ser comte d'Alvèrnia i de Boulogne de 1277 a 1280, succeint en els dos feus al seu pare. Era fill de Robert V (vers 1225-1277), comte d'Alvèrnia (1247-1277) i comte de Boulogne (1247-1277), i d'Eleonor de Baffie. El 1277 apareix donant una carta de drets a Étaples.
Va morir al cap de tres anys de regnat. Fou enterrat a l'abadia de Bouschet. El va succeir el seu germà Robert VI d'Alvèrnia.
Va ser el primer comte d'Auvergne a adoptar el blasó que representa un gonfanó, aquell al voltant del qual la nació d'Alvèrnia s'havia unit en el moment de la primera croada. Segons els autors, es tracta o bé de la bandera de l'abadia d'Aurillac o Orlhac, o bé de la del comte Eustaqui III de Boulogne, germà de Jofré de Bouillon.
Hauria estat casat amb una filla d'Humbert de Beaujeu, conestable de França, però si efectivament es van casar no van tenir fills.